# Ogród zoologiczny w Karlsruhe
Ogród zoologiczny w Karlsruhe – ogród zoologiczny o powierzchni 9 ha założony w 1865 roku w Karlsruhe. 
Zoo posiada 4400 przedstawicieli z 250 gatunków zwierząt. 
Ogród należy do Europejskiego (EAZA) i Światowego Stowarzyszenia Ogrodów Zoologicznych i Akwariów (WAZA).